# Ya Lyublyu Tebya
Ya Lyublyu Tebya (in russo Я люблю тебя?, noto internazionalmente come You I Love) è un film del 2004 diretto da Ol'ga Stolpovskaja e Dmitrij Troickij.

## Trama
Vera e Tim sono due giovani fidanzati con un lavoro di successo che vivono una vita frenetica nella modernissima Mosca. Le loro vite sono sospinte dall'energia che il recente sistema capitalistico adottato dalla Russia ha generato. Tutto cambia la notte del loro primo anniversario quando Vera, tornando a casa, trova Tim a letto con Uloomji, un giovane calmucchi (i calmucchi sono un popolo semi-nomade). I due uomini iniziano una relazione torrida che li coinvolge in un sesso sfrenato. Tim è attratto da Uloomji per il suo comportamento esotico, per la sua impulsività e per la sua mancanza di inibizioni mentre Uloomji è attratto da Tim per la sua classe e raffinatezza. Vera fatica a comprendere il loro legame e il comportamento irregolare del suo ragazzo ma viene trascinata, nonostante la sua riluttanza, in un bizzarro triangolo amoroso.

## Accoglienza

### Incassi
Il film ha incassato complessivamente 60.815 dollari americani.

### Critica
Sull'aggregatore di recensioni Rotten Tomatoes il film ha ottenuto una media di recensioni positive del 33% mentre su Metacritic ha ottenuto un voto di 54/100 su una base di 15 critici.

## Riconoscimenti
- NewFest: New York's LGBT Film Festival 2004'
  - Miglior film narrativo straniero (Olga Stolpovskaja e Dmitriy Troitskiy)
- Sochi Open Russian Film Festival 2004
  - Candidato al Grand Prize of the Festival nella categoria Film integrale (Olga Stolpovskaja e Dmitriy Troitskiy)